# 大友義統
大友 義統（おおとも よしむね）は、戦国時代から安土桃山時代にかけての豊後の戦国大名。大友氏の第22代当主。大友宗麟の嫡男。

## 生涯

### 島津氏との戦い
永禄元年（1558年）、第21代当主・大友義鎮（のちの宗麟）の長男として生まれる。将軍・足利義昭の偏諱を受け、義統と名乗った。
天正4年（1576年）正月から2月18日以前の時期、父の隠居により、家督を継いで第22代当主となる。家督相続はなされたものの、天正5年頃までは宗麟・義統との共同体制が行われていた。
毛利家を支持する将軍義昭により「九州六ヶ国の兇徒」と貶められると、新政権織田信長に近づき信長より毛利領の内で長門・周防を与えるという朱印状を得る。
さらに天正7年（1579年）11月27日、織田信長の推挙によって天皇から従五位下・左兵衛督に叙位・任官された。
ただし、大友家の実権は依然として父の宗麟が掌握していた。天正6年（1578年）、日向国に侵攻するも、耳川の戦いで大敗を喫し、以後は大友家臣団の分裂が始まる。また、父との二頭政治にも弊害が現れて父と対立し、かえって大友家の内紛を過熱させることとなった。
天正8年（1580年）には有力庶家である田原親貫や田北紹鉄が反乱を起こし、秋月種実と内通したので、その鎮圧のために一時府内を本拠に戻さざるを得なかった。
重臣・立花道雪が病没、さらに肥後方面を押さえていた志賀氏とも疎遠となる。かつては大友氏の版図であった肥後・筑後・筑前は次第に肥前国の龍造寺氏や薩摩国の島津氏に侵食されていった。
天正14年（1586年）、豊後武宮親実の臼杵城、大津留氏の松ヶ尾城（城将橋爪某）などを従え豊前龍王城を拠点としていたところ、島津義久による豊後侵攻（豊薩合戦、天正の役）が始まる。宗麟や義統への忠誠心を失っていた家臣達は相次いで離反し、また高橋紹運が岩屋城で戦死するなど（岩屋城の戦い）、大友氏は滅亡の危機に立たされる。

### 豊臣家の家臣として
父で隠居の大友入道こと宗麟は豊臣秀吉に嘆願し豊臣軍の九州下向を請うた（これにより豊臣傘下の大名となる）。援軍として派遣された長宗我部元親や仙石秀久らは共に島津軍と戦うが、戸次川の戦いで大敗し、家臣の利光宗魚、戸次統常を失う。義統は宗麟や家臣の立花宗茂、志賀親次、佐伯惟定、山田宗昌、朝倉一玄、吉岡妙林尼、吉岡統増、柴田礼能、臼杵鎮尚、阿南惟秀、木付鎮直、狭間鎮秀、帆足鑑直、朽網鑑康、森鎮生、田北統員、清田正成、若林鎮興、若林統昌、問註所統景らがそれぞれの居城において奮戦するのをよそに、府内を退去し、島津軍が豊後を席捲するのを許してしまう。
しかし、天正15年（1587年）秀長軍は先着していた毛利輝元や宇喜多秀家、宮部継潤ら山陽山陰の軍勢と合流し、豊後より日向へ入って縣（宮崎県延岡市）を経て3月29日には日向松尾城（延岡市松山）を落とし、さらに4月6日には耳川を渡って山田有信の守る高城（木城町）を包囲した。秀長は城を十重、二十重に囲んで兵糧攻めにし、都於郡城から後詰の援軍が出てくることを予想して根白坂（児湯郡木城町根白坂）に城塞を築いた。
高城が孤立する形勢となったことに対し、4月17日、島津義久・義弘・家久が2万の大軍を率いて救援に向かった。豊臣軍は根白坂の陣城の総大将宮部継潤らを中心にした1万の軍勢が、空堀や板塀などを用いて砦を堅守。これを島津軍は突破できずに戦線は膠着状態に陥った。このとき、藤堂高虎、小早川隆景、黒田孝高、宇喜多秀家の家臣戸川達安らが後詰として加勢し、後世「根白坂の戦い」と称される激しい戦闘となった。その結果、島津方は根白坂を突破できなかったのみならず、島津忠隣が戦死、義久・義弘は都於郡城に退却。後に秀吉から豊後一国と豊前宇佐郡半郡併せて37万石を安堵された。
この後、義統は島津氏に降った家臣や逃亡した家臣を徹底的に粛清し、朽網鎮則、志賀親度、戸次鎮連、志賀鑑隆らが追討を受ける等して自害に追い込まれ、連座で一萬田鑑実、鎮実親子も自害に追い込まれた。また讒言などもあって狭間鑑秀・鎮秀親子ら無実の者も殺害された。生き残ったのは、島津に降ったまま豊後に戻らなかった入田義実程度であった。
同年4月に、義統は隣国の豊臣大名・黒田孝高の強い勧めで、夫人や子供らと共にキリスト教の洗礼を受けコンスタンチノという洗礼名を受けていたが、6月に発令された秀吉の棄教令により、棄教した。
天正16年（1588年）2月に秀吉に謁見するため上洛。秀吉から非常に気に入られたとされ、羽柴（後に豊臣）の姓を下賜され、さらに、秀吉から偏諱（「吉」の一字）を与えられて義統から吉統へと改名した。大友家の桐紋については祖父義鑑の代に足利義晴より賜紋され、父義鎮の代に足利義輝より一族の証であるとして改めて桐紋の使用を認める御内書が発給されているが、秀吉から賜紋されたともされており、伝記「豊鑑」にも吉統が桐紋を用いていたとあることから、将軍家とは別に秀吉が桐紋を下賜した可能性もある。
また従四位下、侍従に叙された。
天正18年（1590年）の小田原征伐では豊臣軍の一員として参戦している。
天正20年（1592年）、文禄の役に黒田長政勢5,000と共に第三軍として兵6,000を率いて参戦。長政に同行して金海城の戦いなどで活躍した。同年2月には嫡子・大友義乗に家督を譲り、自身は酒好きであったが、下戸に徹するようになど、公私にわたった21ヶ条の家訓を伝えている。

### 改易
文禄2年（1593年）、平壌城の戦いで明の大軍に包囲されていた小西行長から救援要請を受けたが、行長が戦死したという家臣からの誤報を信じて撤退し、鳳山城も放棄した。ところが行長は自力で脱出したことから、吉統は結果的に窮地の味方を見捨てた格好になった。これが秀吉の逆鱗に触れ、軍目付の熊谷直盛、福原直高が派遣されて詰問されて名護屋城に召還を命じられる。
吉統は剃髪して宗厳を号し、大友家は源頼朝以来の由緒ある家であるとして死一等は減じられたものの、石田三成らの意見を聞いた秀吉から5月1日に改易を言い渡された。大友領であった豊後および豊前の宇佐半郡は豊臣家の蔵入地（直割地）となり、のちに豊臣家の奉行等の領地としても細かく分割された。
吉統は、江戸（徳川氏）、水戸（佐竹氏）、山口（毛利氏）などに次々に身柄を預けられ幽閉状態が続いた。旧大友家有力家臣らは大友家再興を願いつつ、他の大名の客将となるなどして、世をしのいだ。
慶長3年（1598年）の豊臣秀吉の死により、慶長4年（1599年）に豊臣秀頼より特赦され、幽閉状態から脱した。大坂城下に屋敷を構え、豊臣家に再び仕える。

#### 関ヶ原の戦い
慶長5年（1600年）の関ヶ原の戦いでは、徳川家康から嫡子義乗が徳川家預かりの身で嫡男徳川秀忠の近侍を許されていたことから絶対に東軍に味方すべきだと言う忠臣吉弘統幸の諫止を退けた。それは大坂城下に側室と庶子の松野正照が西軍によって軟禁されていたためだとされている。西軍の総大将毛利輝元の支援を受けて西軍に味方をすることに決め、広島城から西軍の将として出陣して、元の領国であった豊後国に侵攻した。
戦勝のあかつきには「豊後一国の恩賞」が約束されていたという。田原氏・吉弘氏・宗像氏などの小大名級の旧大友家臣が諸国よりぞくぞくと合流し、大友軍は短期的に再興した。
豊後に上陸して国東半島の諸城を下す。9月の石垣原の戦いでも、緒戦は優勢であったが、終盤では豊前の黒田如水と細川忠興（実際は豊後杵築城の細川家の重臣松井康之）らの連合軍に敗れてしまい、剃髪したのち妹婿であった黒田家の重臣・母里友信の陣へ出頭して降伏。今度は徳川家から幽閉される身となった。

### 晩年
関ヶ原の後、東軍配下の細川家領の豊後杵築城を攻めたという咎で、吉統は出羽の秋田実季預かりとなり、実季転封にともない常陸国宍戸に流罪に処された。流刑地では再びキリシタンとなったという話も伝わるが、同時代史料が無く未詳である。この流刑地で大友氏に伝わる文書を『大友家文書録』にまとめたが、このおかげで大友氏は零落した守護大名家としては珍しくその詳細を知ることができ、大変貴重な史料となっている。
慶長10年（1605年）7月19日、吉統は死去した。戒名は中庵宗巌。大友家は義乗が旗本として徳川家に召抱えられ、鎌倉以来の名家として高家として続いた。

## 人物・逸話
- 『九州諸家盛衰記』では「不明懦弱（ふめいだじゃく）」と書かれている。これは「識見状況判断に欠け弱々しく臆病」という意味である。
- 天正遣欧少年使節が帰国した際、宣教師たちに棄教のことを謝罪したが、この中で「もとより自分は意志薄弱で優柔不断な性分なので」と言及している。（『フロイス日本史』）
- 相当、酒癖の悪い人物であったらしく、多くの宣教師の資料に「過度の飲酒癖やそれによる乱行が多い」と記されている。自身も自覚していたのか、子・義乗に残した家訓に「下戸である事」と戒めを記している。
- 父・宗麟がキリスト教に傾倒し神社仏閣を破壊したという話が知られているが、大友氏の本拠である豊後国内や筑後国内での破壊は、当時次期当主であった義統が積極的に行っており、義統が主導した可能性もある。
- 島津氏の一軍が豊後府内に侵攻してきたとき、義統は府内の大友館を捨てて逃亡している。さらにこのとき、寵愛する愛妾を置いていたことを思い出して、家臣の1人に救出を命じた。家臣の1人は命令に従って救出してきたが、それに対して義統が恩賞を与えようとすると、「私は女を1人助けたに過ぎません。このたびの戦いで多くの同朋が死んだにもかかわらず、それには報いず、私にだけ恩賞を与えるとは何事ですか。そのような性根を持つ主君は、我が主君にあらず」と述べて、逐電したという。この家臣の名は「臼杵刑部」といい、のちに毛利輝元に仕えたという。
- 文禄の役の失態に関しては、同じように小西行長からの救援要請が小早川秀包や黒田長政にも出されており、両者ともこれを拒否している。にもかかわらず、黒田・小早川は何の処罰も受けず、義統（当時は吉統）のみが改易処分と厳しい処置を取られたのは、秀吉家臣の讒言を受けたためとも、梅北一揆に大友氏の一族が加担していたとの風説があったことなどにより秀吉が不信感を前々から抱いていたという説がある。
- 父・宗麟との対立は、隠居後、自由奔放にキリスト教へ極端に傾倒していった宗麟に対し、反感を抱いていた反キリスト教の家臣団と、離別後も強い影響力を持った実母・奈多夫人の影響が強かったためとされる。特に奈多夫人は義統に対して影響力が強かったようで、宗麟と後妻との間に子が出来たことを知ると、その子供が男・女に関わらず殺すようになどと進言し、関係はさらに悪化したとされる。
- 耳川の戦いは父・宗麟主導によるものとされているのが通説であったが、宗麟は隠居後の天正5年（1577年）や天正6年（1578年）は領国関係に関する文書・史料が発見されていないため、義統主導によるものとされている。

## 家系
- 父：大友義鎮（宗麟）
- 母：奈多大宮司の娘（奈多夫人）
- 正室：吉弘鑑理の娘・菊姫（ジュスタ）
  - 長男：大友義乗
  - 次男または四男[異腹とする別説あり][2]：大友貞勝（天正19年（1591年）- 慶長13年（1608年）1月11日　享年18）
  - 長女：（洗礼名「サビイナ」、生没年未詳　夭折）
  - 次女：（洗礼名「マキシマ」）[注釈 5]
- 側室：伊藤甲斐守の娘（少納言局、後水尾天皇乳母）
  - 三男：松野正照（細川氏家臣。右京進。のち正照の三男・鶴千代が大友氏を継いで、大友義孝となる。）
  - 三女：於賢（御佐古の局、佐古の局。東福門院和子女房。文禄2年（1593年）- 寛文8年（1668年）5月1日　享年76）

## 家臣
以下、義統（吉統）が偏諱を与えた人物を中心に、義統期の主な家臣を掲載する。太字の統の字を含む人物は義統から偏諱を賜った人物である。尚、（ ）内に血縁関係や別名、通称、役職などを掲載しているが、長文になる場合は脚注に掲載している。
| - 近親者 - 田原親家（実弟） - 田原親盛（実弟） - 奈多鑑基（外祖父） - 奈多政基（伯父、鑑基の嫡男） - 奈多鎮基（叔父、兄・政基死後奈多家を継ぐ） - 田原親賢（伯父、鎮基の兄、親盛の養父） - 大友一族（日田氏など） - 大友統貞（10代大友親世流、父は大友鎮成） - 財津統永（日田氏庶流・財津永高の子） - 竹田津統直（日田氏庶流・竹田津鎮恒の子。子に竹田津永行、竹田津惟恒。） - 赤尾統秀（光岡城主赤尾賢種の次男） - 赤星氏 - 赤星統家 - 赤星統英（統家のはとこ、父は赤星鎮直） - 赤星統景（統家のはとこ・赤星親国の子） - 麻生統宣（高尾城主麻生親政の次男） - 一萬田氏 （大友氏庶流、大野郡大野郷一萬田村。小牟礼城、烏屋山城を支堡） - 一萬田統賢（鑑実の子、大友能直の孫） - 一萬田統政（鑑実の弟・一萬田鑑景の子、統賢の従兄弟） - 一萬田統勝（統政の子） - 一萬田統綱（統政の弟） - 一萬田統貫（統綱の子） - 一萬田統続（統綱の子、のち義統の子・義延の偏諱を賜り延続に改名） - 一萬田勘解由（一族。実名不詳だが、上記の誰かである可能性もある。石垣原の戦い後に講和のための使者となる。） - 伊美統昌（伊美弾正左衛門） - 臼杵氏 - 臼杵統光（臼杵長景の末子） - 臼杵統敦（統光の子） - 臼杵統景（統光の兄・臼杵鑑景（鑑速）の嫡男） - 臼杵統益（臼杵鎮辰の子） - 臼杵統久（臼杵鎮定の子、初名: 統定、統貞） - 臼杵統安（統久の孫） - 臼杵統亮（一族） - 臼杵統尚（義兄弟、妻は大友義鎮の娘） - 臼杵刑部（刑部少輔、実名不詳） - 武宮親実（大分郡阿南郷臼杵城に在） - 豊前宇都宮氏 - 佐田統綱（佐田鎮綱の嫡男、弟に佐田鎮忠。のち統景に改名） - 佐田統貞（一門） - 瓜生貞延 - 瓜生勝忠（貞延の嫡男） - 江藤統晴（九州千葉氏の一族・家臣（のち義統にも臣従）、大友親治期の家臣・江藤治定の孫。父は公宗（きんむね）、子に胤氏（たねうじ）。孫の重胤（しげたね）は加藤清正、細川忠興に仕え、子孫は熊本藩士として続いた。） - 大神統久（豊後大神氏。大神鎮勝の子。） - 大神統平（豊後大神氏。大神鎮房の子。） - 蒲池氏 ・筑後宇都宮氏 （筑後十五城の一つ。） - 蒲池統虎（久鎮、宗虎丸。蒲池鎮漣の子。） - 蒲池統安（鎮漣の弟） - 蒲池統康（統春）（統安の弟） - 大木統光（別名:俊光、知光） - 大木統清（統光の嫡男、子に大木知照（ともてる）、大木知喬・喬任父子はその末裔とされる。） - ※蒲池統鎮（応誉の子、統安の孫） - 城井統房（城井鎮房の遠戚にあたる。父は城井信嗣。） - 木付氏（大友氏庶流） - 木付統直（木付鎮直の子） - 木付統弘（統寛とも、統直の次男、木付直清の弟） - 木付統幸（一族） - 木付統季（統幸の子） - 木付統治（統季の子） - 真玉統寛（大友一門、真玉氏の第九代当主。真玉城主。真玉鎮持の子（弟とも）。） - 岐部氏（＊ペトロ・カスイ・岐部と同族。） - 岐部統政（岐部鑑泰の嫡男。別名: 統成。） - 岐部統泰（一族庶流・岐部信泰の子か） - 吉良氏（三河吉良氏の家系とされる） - 吉良統栄（大友氏庶流足利吉良家） - 吉良統国（武山城主。実相寺統国とも。） - 朽網氏 （大友氏庶流・古庄氏流） - 朽網鎮則 - 朽網鎮房（鎮則の弟） - 朽網統直（鎮則の嫡男） - 斎藤道瓅（義統の側近として活動。年代的に見て斎藤鎮実の弟か。） - 斎藤統実（鎮実の嫡男。通称、猪介。） - 斎藤統安（鎮実の次男） - 豊後佐伯氏 - 佐伯統虎（佐伯惟益（佐伯惟教の父）の弟・佐伯三河守（実名不詳）の孫） - 賀来氏（大分郡賀来郷） - 賀来鎮綱 (義統が改易されると牢人になり豊後国を出る際義統と二君に仕えないと堅く約束する) - 賀来正綱 父賀来鎮綱と同様義統と二君に仕えないと堅く約束する) - 賀来統幸（賀来鑑保の子、鎮綱の弟。姓は｢加来｣とも。） - 賀来統直（大畑城主。大内氏家臣、大畑城主の賀来成恒の子で、統幸の義弟（妹婿）。姓は｢加来｣とも。） - 柴田統勝（柴田紹安の弟・礼能の子） - 柴田統生（石垣原の戦いで戦死。） - 新開統宏（新開館主。義統の龍王城入りを助けた功により、一字を賜る。） - 寒田統政（古庄氏一族、寒田左衛門鑑秀の子か） - 田北氏（大友氏庶流） - 田北統員（田北鎮周の婿養子、吉弘統幸の実弟。田北鎮生を初名としてこれと同一人物とする説もある。） - ※田北統生（鎮生の子。子孫は日差村の大庄屋となる。） - ※田北統重（統生の子） - ※田北統周（統重の子） - ※田北統続（鎮生の子） - ※田北統景（鎮生の子） - ※田北統久（統重の子、統景の養子） - ※田北統素（むねもと、統員の子。） - 田北統辰（田北鎮敦の子。田北鑑辰の孫。） - 田北統長（一族） - 田染統基（田北鎮基の子） | - 立花氏・戸次氏（大友氏庶流）（＊虎、茂字は立花宗茂からの偏諱。） - 高橋(戸次)統虎→立花宗茂（高橋紹運の子） - 高橋統増→立花直次（宗茂の弟） - 立花統春（戸次次郎兵衛、立花道雪の弟・戸次親行の子） - 立花統次（森下釣雲の三男、統春の跡を継ぐ） - 戸次統連（統常）（戸次鎮連の嫡男） - 戸次統利（統常の弟、のち茂照） - 戸次統員（分家・片賀瀬戸次氏第4代当主戸次鎮秀の弟か、立花道雪のはとこ） - 戸次統貞（戸次鎮秀の嫡男、法名:玄珊） - 戸次統秀（鎮秀の次男、統貞の弟。のち斎藤純秀） - 戸次親良（鎮秀の三男、統貞の弟。子孫は柳河藩士として続く。） - 戸次統方（統貞の嫡男） - 戸次統雪（統貞のはとこ、父は戸次鎮智） - 戸次統栄（分家・藤北戸次氏第4代当主。3代戸次鎮栄の嫡男。のち種直） - 戸次統長（統栄の弟） - 戸次統直（鎮栄の兄・戸次鎮直の子、立花姓を下賜される） - 戸次統則（統直の弟） - 戸次親昌（親正とも、藤北戸次鎮時の子） - 戸次統昌（鎮時の子） - 戸次茂庵（戸次鎮林の子、戸次鑑方の孫） - 戸次統実（戸次鎮実の嫡男、子に戸次鎮之、戸次鎮信） - 戸次親雄（鎮実の次男、立花姓を下賜される） - 戸次親勝（鎮実の三男、立花孫市朗） - 戸次親長（戸次鎮貞の子、統実・親雄・親勝の従兄弟） - 内田統続（内田鎮家の嫡男） - 大津留氏（大分郡阿南郷大津留村。松ヶ尾城に世居） - 小田統家 - 小田部統房（大津留氏の一族、小田部鎮元の子で高橋紹運の娘婿。娘は宗茂の養女として本多俊次に嫁ぐ。） - 小野鎮幸（関ヶ原の戦い後は加藤清正に仕える） - 小野成幸（鎮幸の従兄弟） - 小野鎮矩（鎮幸の養子、森下釣雲の子で立花統次とは兄弟） - 小野茂高（娘婿） - 竹迫統種（竹迫鑑種の子か） - 成松統清（戸次氏一族） - 三池虎経（三池鎮実の実弟） - 三池統冬（三池鎮実の従弟、休松の戦いで戦死した三池親冬の子。） - 森下釣雲（実名不詳。齋藤氏の一族（斎藤鎮実と同族）とされる。） - 矢部統康（七郎左衛門。五条鎮定の嫡男。矢部に改姓。のち加藤清正、宗茂に仕える。） - 矢部長康（統康の嫡男。別名:長泰、長安。子孫は柳河藩士として続く。子に矢部良政、矢部頼安。） - 矢部統広（統康の次男。通称、南条弥吉。子に矢部忠政。） - 田原氏 （大友氏庶流） - 田原統員（田原親賢の養父・田原親輔の孫、父は田原房重） - 田原統高（田原鑑道の子、田原親賢の義従兄弟） - 辻間統直 - 辻間統親 - 利光氏（大友氏庶流） - 利光宗魚（諱は鑑教、義鑑の代からの家臣。） - 利光統久（宗魚の嫡男） - 利光平助（宗魚の子、統久の弟。実名不詳。） - 富来氏 - 富来統長（富来氏二十代当主、実兄・富来鎮久の養子。初名:実長。子に富来忠平、統広、富来長利。長利の自刃に伴い富来氏は断絶。） - 富来統広（初名:忠広、統長の次男。） - 富来統尚（初名:実尚。伯父・鎮久の養子、父は富来実次。） - 中島統次（高家城主、別名:房直） - 中間統種 （豊後清原氏。父は中間山城守（実名不明）。別名: 統胤。子に中間忠種（忠胤）、中間重友。） - 波津統直 - 波津統興 - 波津統清 - 成恒統忠（成恒鎮家の子） - 西牟田氏（筑後十五城の一つ。） - 西牟田統賢（西牟田鎮豊の嫡男） - 狭間氏（大友氏庶流） - 狭間統為（真嶽城代狭間為直の子） - 狭間統親（統為の末弟、関ヶ原の戦いで西軍に属し戦死。） - 狭間統満（統為の子） - 橋爪氏（大分郡阿南郷橋爪村。烏ヶ鼻寨に世居） - 平河統光（平川因幡、町野鑑豊の子、平河元秀の養子） - 平河統之 - 平河統清 - 帆足統通（日出生城主帆足鑑直の三男、日出帆足氏祖） - 帆足統実（鑑直の四男、戸次帆足氏祖） - ※本庄統綱（本庄新左衛門尉。義右期の家臣・本庄右述の子と思われる。姓氏対立事件で死去しているので義統時代の人物ではない。） - 右田統安（右田因幡） - 三原統種（三原鑑種の子。三原紹心の弟か。） - 元重統信（元重城主。元重鎮頼の嫡男。のち豊臣秀吉、黒田長政に仕える。） - 問註所氏（筑後十五城の一つ。） - 問註所統景（問註所氏宗家当主、父は鑑豊） - 問註所正白（統景の弟） - 問註所統光（統景・正白の弟） - ※問註所統之（統光の子） - ※問註所統清（統之の子） - ※問註所統信（統清の子、子に問註所康重。） - 問註所統忠（問註所鎮常の子、統景のはとこ） - 問註所統勝（問註所鎮在の子） - 問註所統富（統勝の弟） - 吉岡氏・佐土原氏（大友氏庶流野津氏流） - 吉岡統定（吉岡長増（鑑忠）の子で 鎮興の弟とされる） - 吉岡統増（吉岡鎮興の子、母は妙林尼） - 吉岡統直（統増の弟とされる） - 佐土原統実 - 佐土原統清 - 吉弘氏 （大友氏庶流） - 吉弘統幸 - 吉弘統貞（統幸の弟） - 吉弘統傳（統幸の弟） - 吉弘統光（一門・吉弘鎮久の子） - 吉弘統忠（統光の子） - 吉弘統長（統忠の子） - 若林統昌（別名: 統興、鎮興の子） - 渡辺氏 - 渡辺統政（和泉守。四日市城主。初名:光政、別名: 統忠。四日市城を築いた渡辺光守の子で渡辺綱の末裔とされる。） - 渡辺統房（統政の子） - 渡辺統貞（統政の子） |

## 関連作品
- 大友宗麟〜心の王国を求めて（2004年、NHK、演：仁科克基）
- 軍師官兵衛（2014年、NHK、演：増田修一朗）